# Caffè latte

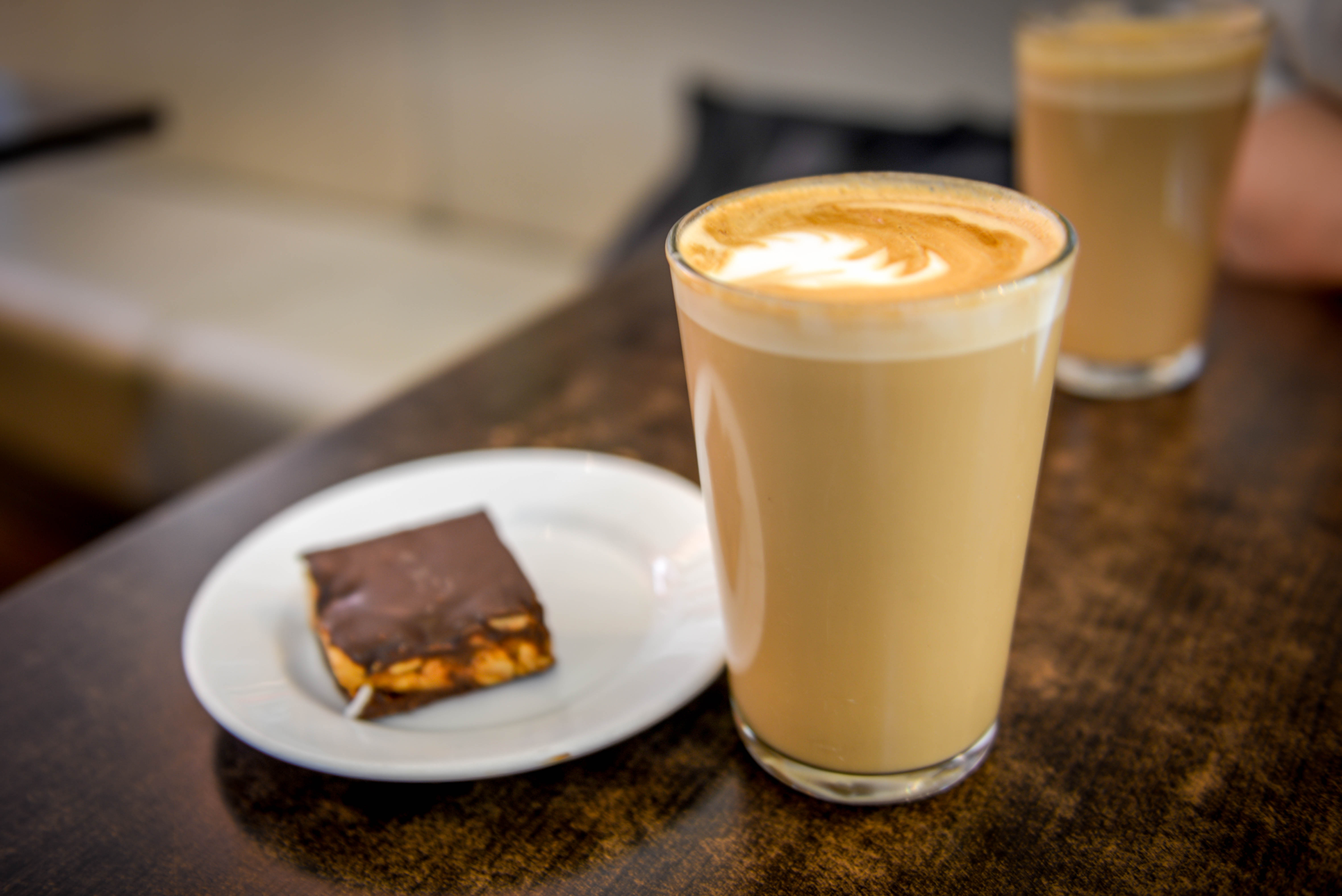
Caffè latte

Caffè latte (italsky také caffè e latte nebo caffellate, nikoliv pak caffe latté či pouze latte) je druh kávového nápoje s horkým mlékem. Často se podává ve vysoké sklenici, avšak není to pravidlem. Známou variantou tohoto nápoje je Latte macchiato.

## Příprava
Pro caffè latte si připravíme espresso do sklenice na latte, do které následně opatrně naléváme nahřáté mléko.